# 清洲橋

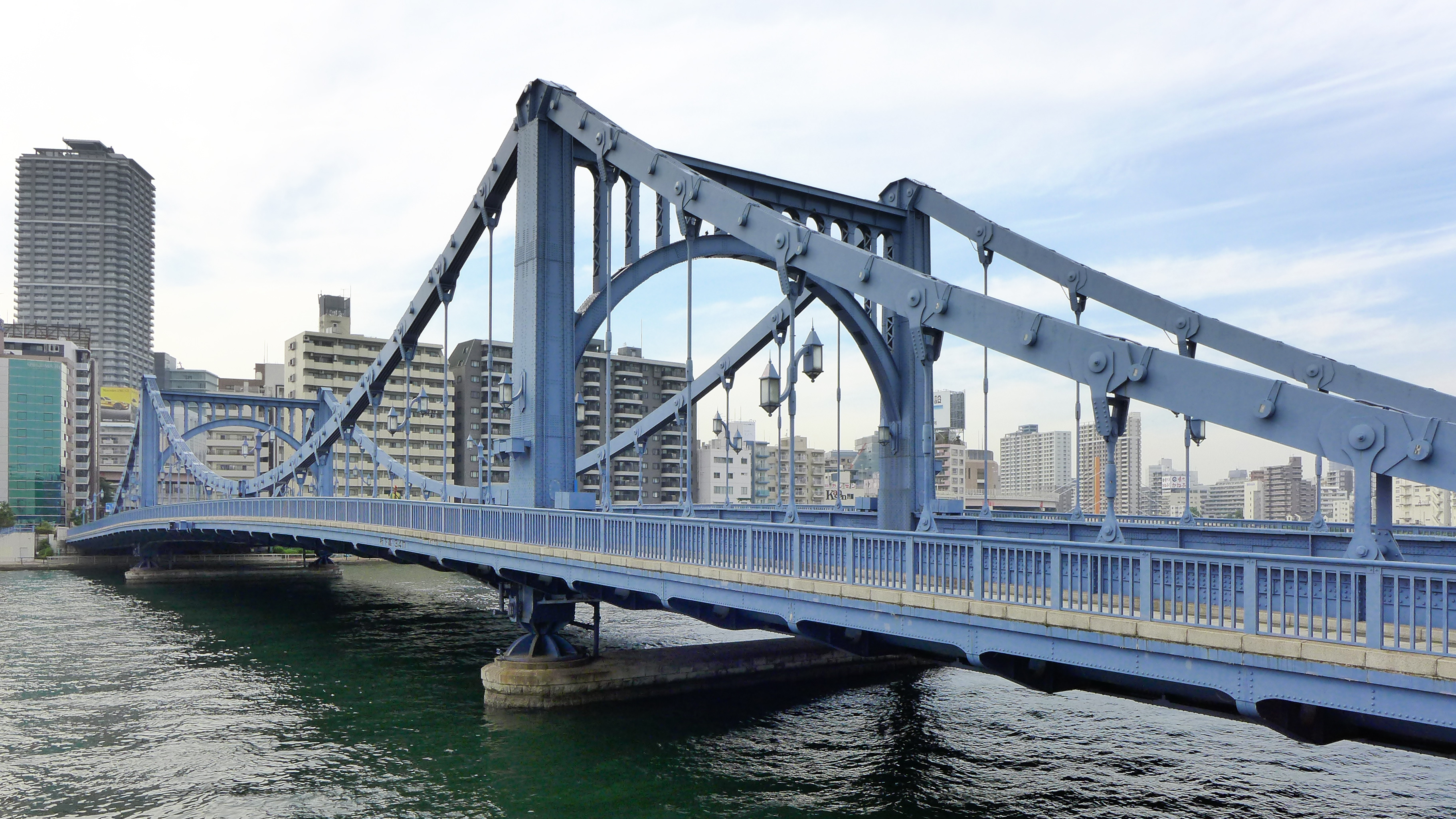
東京都江東区から

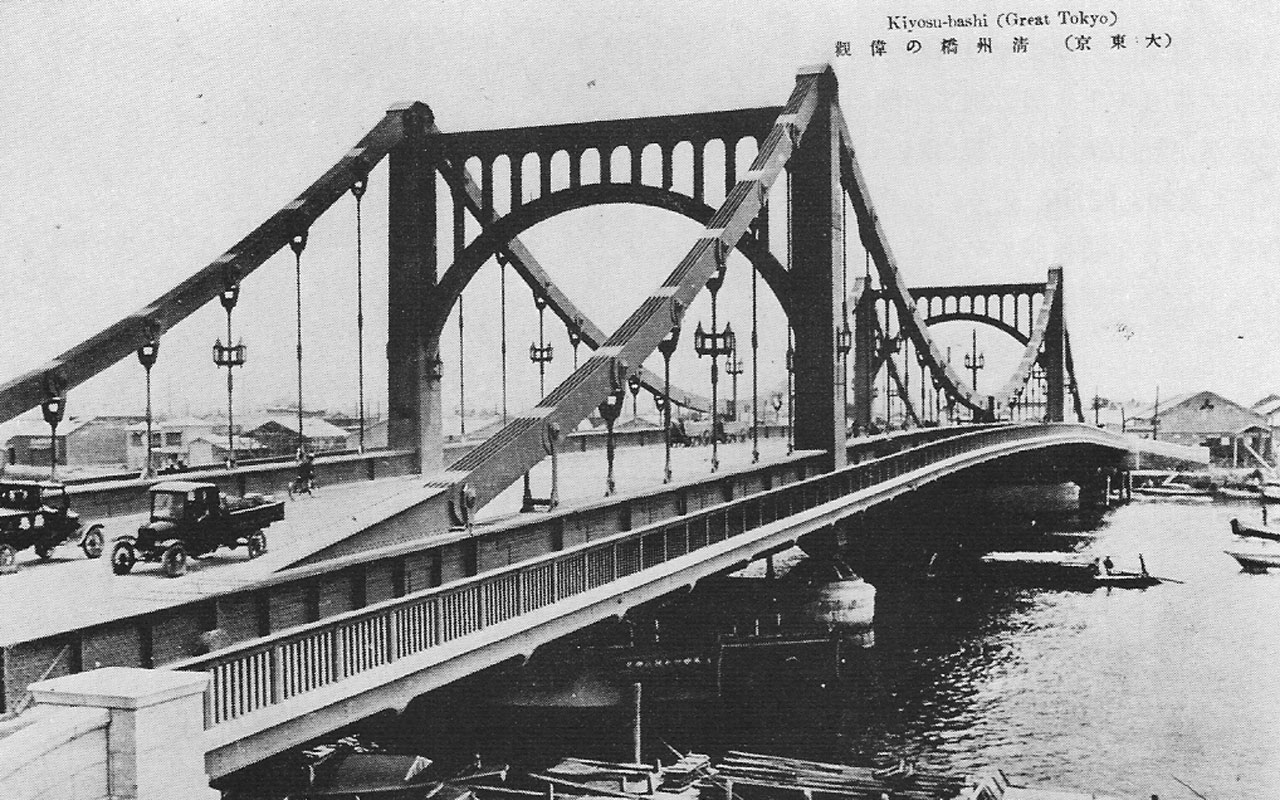
竣工当時の清洲橋

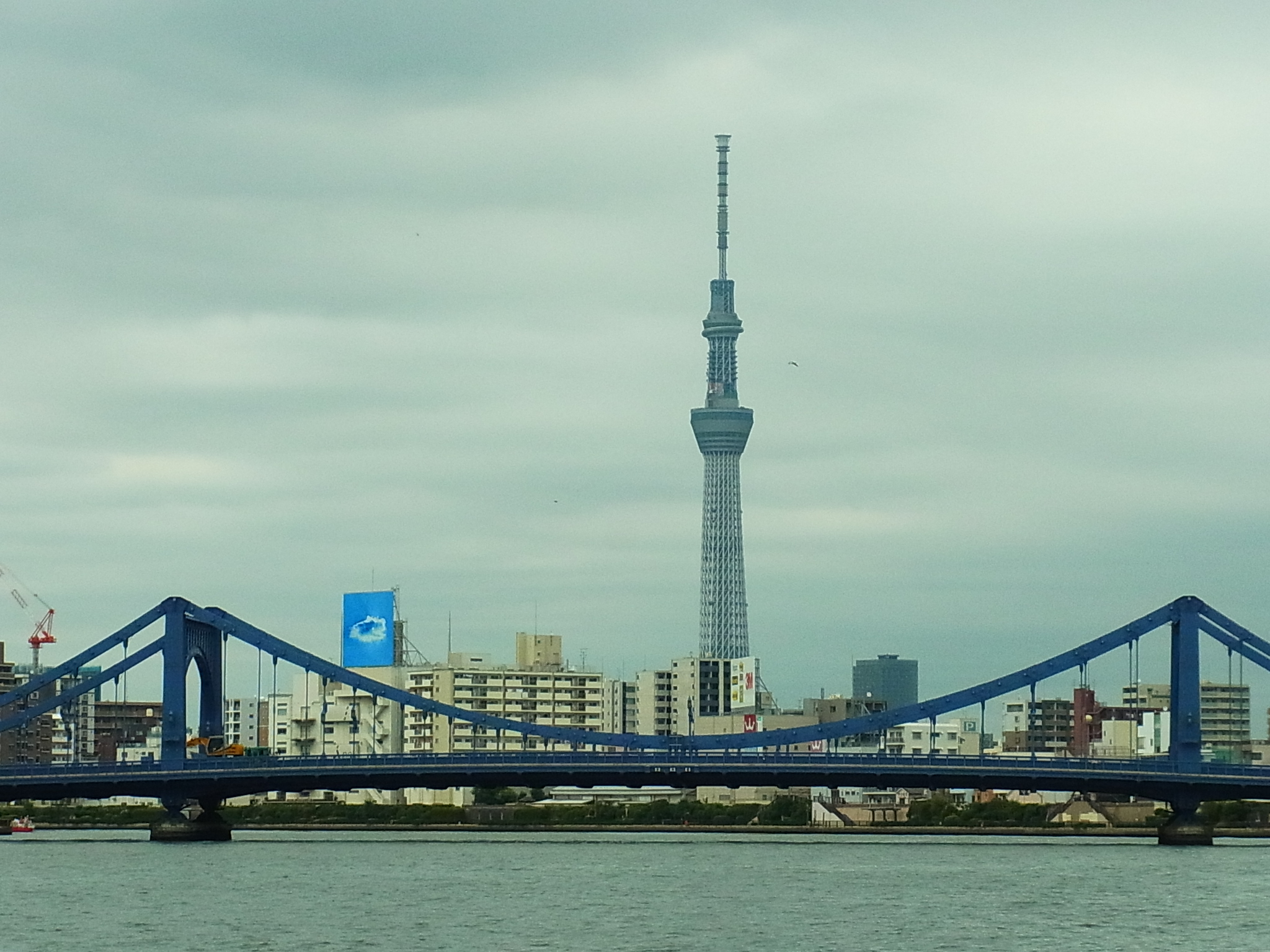
下流側から見た清洲橋と東京スカイツリー

清洲橋（きよすばし）は、隅田川にかかる橋で、東京都道474号浜町北砂町線（清洲橋通り）を通す。西岸は中央区日本橋中洲、東岸は江東区清澄一丁目。「清洲」という名称は公募により、建設当時の両岸である深川区清住町と日本橋区中洲町から採られた。
関東大震災の震災復興事業として、永代橋と共に計画された。「帝都東京の門」と呼称された永代橋と対になるような設計で、「震災復興の華」とも呼ばれた優美なデザインである。震災後の架橋を主導したのは帝都復興院橋梁課長の田中豊であり、永代橋はアメリカ人技術者の助力を得たが、清洲橋は日本人だけで設計、建設した。再び災害に襲われることを想定して耐久性確保に力を入れ、水底30メートルまで打ち込めるニューマチックケーソンを日本で初導入したほか、鉄骨コンクリートの基礎を厚さ50センチメートルの御影石で覆い塩害を防いでいる。イギリス海軍が軍艦用に開発し、国内でも日本海軍向けに川崎造船所が製造していたデュコール鋼（低マンガン鋼）を世界で初めて橋梁に使い、強度を高めた（1922年のワシントン海軍軍縮条約で余剰が見込まれていたという事情もある）。
ドイツのケルン市にあったヒンデンブルク橋の大吊橋をモデルにしている（その橋は第二次世界大戦で破壊された後、別の橋が再建された為、現在は吊橋ではない）。
もともと「中州の渡し」という渡船場があった場所に設置された。
2000年（平成12年）に永代橋と共に土木学会の「第一回土木学会選奨土木遺産」に選定された。
2007年（平成19年）6月18日に、都道府県の道路橋として初めて勝鬨橋や永代橋と共に国の重要文化財（建造物）に指定された。
ライトアップのための工事が完了し、2020年（令和2年）8月1日から他の隅田川橋梁とともに、夜間の点灯が開始された。

## 橋の概要
- 構造形式 - 自碇式鋼鉄製吊橋[注釈 1]
- 橋長 186.3m
- 幅員 22.0m
- 着工 大正14年3月
- 竣工 昭和3年3月
- 施工主体 東京市や復興局
- 設計 鈴木精一（意匠面では建築家の山田守や山口文象（岡村蚊象）の関与があった）
- 橋桁製作 神戸川崎造船所

## 隣の橋
- 隅田川

（上流） - 両国大橋 - 新大橋 - 清洲橋 - 隅田川大橋 - 永代橋 - （下流）